# Mont-Saint-Guibert
Mont-Saint-Guibert (em valão: Mont-Sint-Gubiet) é um município da Bélgica localizado no distrito de Nivelles, província de Brabante Valão, região da Valônia.